# Renato Villalta
Renato Villalta, född 3 februari 1955 i Maserada sul Piave, Italien, är en italiensk basketspelare som tog OS-silver 1980 i Moskva. Detta var Italiens första basketmedalj i OS, och det kom att dröja till baskettävlingarna vid OS 2004 i Aten innan nästa medalj - ett silver - togs. Willalta deltog även i baskettävlingarna vid OS 1984, dock utan att laget tog medalj.